# William Edward de Winton
William Edward de Winton (nascut el 6 de setembre del 1856 o 1857 a Sir Gaerfyrddin, Gal·les, i mort el 30 d'agost del 1922) fou un zoòleg i col·leccionista d'animals britànic. El seu principal centre d'interès era la mastologia, però també feu contribucions a l'estudi de l'avifauna.

## Biografia
De Winton era el segon fill del capità Robert Henry de Winton. Començà la seva carrera professional com a home de negocis a Londres abans de reorientar-se cap a la història natural. El 1893 esdevingué membre de la British Ornithologists' Union i una mica més tard del British Ornithologists' Club, fundat l'any abans. Escrigué llistes i diversos articles curts per als primers números del Bulletin of the Ornithologists' Club. El 1899 succeí a Howard Saunders com a tresorer honorífic i secretari del British Ornithologists' Club. Ocupà aquest darrer càrrec fins al 1904.
Després que John Samuel Budgett dimitís de les seves funcions al Zoo de Londres, el 1903 fou durant un breu temps director de la conservació del Parc Zoològic a Regent's Park. El 1904 es casà amb Sibyl Laura Edwardes, la segona filla de William Edwardes, 4t baró de Kensington. Tingueren tres filles i dos fills.
De Winton descrigué diverses espècies de mamífers, incloent-hi el pudu septentrional, la llebre corsa, Ammodillus imbellis, Fukomys bocagei, la musaranya de muntanya de De Winton, la musaranya aquàtica de Styan, l'esquirol llistat de De Winton i la girafa reticulada. El 1902 completà l'obra Zoology of Egypt: Mammalia, del zoòleg John Anderson, que havia mort el 1900.

## Epònims
El 1901, Oldfield Thomas descrigué el ratpenat d'orelles llargues de De Winton (Laephotis wintoni), mentre que el 1907, Robert Broom anomenà el talp daurat de De Winton (Cryptochloris wintoni) en honor de De Winton. En canvi, Macronyx ameliae wintoni, una subespècie de la piula d'esperons de gorja rosada, fou anomenada per Richard Bowdler Sharpe en honor de Francis Walter de Winton, un dels directors de la Companyia Imperial Britànica de l'Àfrica Oriental.